# Venus and Mars
Venus and Mars – czwarty album zespołu Paula McCartneya, Wings. Płyta została nagrana po wielkim sukcesie albumu Band on the Run i wielkiej trasie koncertowej w Sea Saint Studios w Nowym Orleanie i w Wally Heider Studios w Los Angeles. Płyta ma charakter suity – utwory łączą się. Da się zauważyć także większy udział pozostałych członków zespołu w komponowaniu i w partiach wokalnych.

## Lista utworów
Wszystkie piosenki napisane przez Paula McCartneya (oprócz wyróżnionych w nawiasach)

### Edycja oryginalna
| 1.  | Venus and Mars                             | 1:20  |
|     |                                            |       |
| 2.  | Rock Show                                  | 5:31  |
|     |                                            |       |
| 3.  | Love in Song                               | 3:04  |
|     |                                            |       |
| 4.  | You Gave Me the Answer                     | 2:15  |
|     |                                            |       |
| 5.  | Magneto and Titanium Man                   | 3:16  |
|     |                                            |       |
| 6.  | Letting Go                                 | 4:33  |
|     |                                            |       |
| 7.  | Venus and Mars (Reprise)                   | 2:05  |
|     |                                            |       |
| 8.  | Spirits of Ancient Egypt (Denny Laine)     | 3:04  |
|     |                                            |       |
| 9.  | Medicine Jar (Jimmy McCulloch/Colin Allen) | 3:37  |
|     |                                            |       |
| 10. | Call Me Back Again                         | 4:59  |
|     |                                            |       |
| 11. | Listen to What the Man Said                | 4:01  |
|     |                                            |       |
| 12. | Treat Her Gently/Lonely Old People         | 4:21  |
|     |                                            |       |
| 13. | Crossroads Theme" (Tony Hatch)             | 1:00  |
|     |                                            |       |
|     |                                            | 43:06 |
|     |                                            |       |

### Edycja zremasterowana
W 1993 roku Venus and Mars zostało zremasterowane i wydane na nośniku CD jako część serii The Paul McCartney Collection. Zawiera 3 bonusy: „Zoo Gang”, „Lunch Box/Odd Sox”, „My Carnival”.

## Twórcy
- Paul McCartney: gitara basowa, gitara, pianino, keyboard, śpiew, perkusja, syntezator
- Linda McCartney: keyboard, podkład wokalny
- Denny Laine: gitara, śpiew
- Jimmy McCulloch: gitara, śpiew
- Joe English: perkusja, instrumenty perkusyjne
- Geoff Britton: Perkusja (utwory 3, 6 & 9).